# فيلي سميث (لاعب كريكت)
فيلي سميث (12 مايو 1885 - 8 مايو 1964)  (بالإنجليزية: Willie Smith)‏ هو لاعب كريكت بريطاني وبريطاني (وحمل سابقاً جنسية المملكة المتحدة لبريطانيا العظمى وأيرلندا).